# Ivan Horbačevs'kyj
Ivan Horbačevs'kyj (Zarubynci, 15 maggio 1854 – Praga, 24 maggio 1942) è stato un chimico ucraino.
Fu il primo a sintetizzare la glicina, rendendosi famoso nel suo campo in Ucraina e in Europa.
Horbačevs'kyj ha lavorato e studiato in Ucraina, Repubblica Ceca e Ungheria.